# Čepikuće
Čepikuće su malo naselje u Dubrovačko-neretvanskoj županiji u zaleđu općine Dubrovačko primorje, u neposrednoj blizini granice s Bosnom i Hercegovinom.

## Zemljopisni položaj
Čepikuće se nalaze uz državnu cestu koja vodi od Slanog prema BiH, u zaleđu Dubrovačkog primorja.

## Povijest
U naselju su sačuvane Pasarićeva kula i cisterna te kuće obitelji Andrijašević sa stražarskom kulom. U crkvi Sv. Martina nalaze se ostatci starokršćanske arhitekture. U stijeni pored crkve Sv. Roka nalazi se uklesani natpis na bosančici, koji spominje epidemiju kuge s početka 17. st. Na nekoliko mjesta nalaze se grupe stećaka.
Tijekom Domovinskog rata u Čepikućama se dogodila Bitka za Čepikuće, jedna od najpoznatijih akcija Hrvatske vojske tijekom koje je zaustavljeno napredovanje JNA i četničkih dragovoljaca iz Crne Gore i Trebinja. Tijekom akcije kojom su zapovjedali general Mate Šarlija Daidža i pukovnik Marko Mujan neprijateljske postrojbe su pretrpjele velike gubitke.
Čepikuće su nakon 53 dana obrane pale u ruke neprijatelja te je mjesto u potpunosti opljačkano i uništeno.

## Gospodarstvo
Gospodarstvo u Čepikućama je nerazvijeno, a malobrojno stanovništvo bavi se poljodjeljstvom i vinogradarstvom. 

## Stanovništvo
Čepikuće prema popisu stanovnika iz 2011. godine broje 63 stanovnika. Hrvata, katoličke vjeroispovjesti.
| broj stanovnika | 292   | 275   | 289   | 312   | 325   | 317   | 335   | 289   | 272   | 284   | 276   | 214   | 145   | 115   | 95    | 63    | 35    |
|                 | 1857. | 1869. | 1880. | 1890. | 1900. | 1910. | 1921. | 1931. | 1948. | 1953. | 1961. | 1971. | 1981. | 1991. | 2001. | 2011. | 2021. |